# Liste von Phantastikautoren
In Wikipedia gibt es eine Liste von Science-Fiction-Autoren, eine Liste von Fantasyautoren, eine Liste von Steampunk-Werken und eine Liste von Märchen.
Diese Liste hier umfasst Autoren von Werken, die zwar der Kategorie Phantastik, aber nicht den Unterkategorien Science-Fiction, Fantasy, Steampunk oder Märchen zugeordnet werden können.

## A
- Aaronovitch, Ben (* 1964)
- Abel-Musgrave, Curt (1860–1938)
- Adams, Douglas (1952–2001)
- Adams, Richard (1920–2016)
- Adlersfeld-Ballestrem, Eufemia von (1854–1941)
- Adrian, Lara (* 1966)
- Alarcón, Pedro Antonio de (1833–1891)
- Alcott, Louisa May (1832–1888)
- Alexander-Burgh, Eberhard (1929–2004)
- Amis, Kingsley (1922–1995)
- Andrade, Mario de (1893–1945)
- Andrews, Ilona
- Antosca, Nick (* 1983)
- Apel, August (1771–1816)
- Appel, Walter (* 1948)
- Arentzen, G. (* 1972)
- Armentrout, Jennifer (* 1980)
- Armstrong, Kelley (* 1968)
- Arnim, Achim von (1781–1831)
- Asimov, Isaac (1920–1992)
- Asprin, Robert (1946–2008)
- Asturias, Miguel Ángel (1899–1974)
- Auer, Margit (* 1967)

## B
- Baccalario, Pierdomenico (* 1974)
- Bachmann, Stefan (* 1993)
- Bachmann, Tobias (* 1977)
- Backhaus, Helmuth M. (1920–1989)
- Bader, Timo (* 1983)
- Baker, Mishell (* 1976)
- Ballhausen, Thomas (* 1975)
- Bangs, John Kendrick (1862–1922)
- Barbey d’Aurevilly, Jules Amédée (1808–1889)
- Baresch, Martin (* 1954)
- Barlow, Robert H. (1918–1951)
- Barron, Laird (* 1970)
- Beckford, William (1760–1844)
- Bécquer, Gustavo Adolfo (1836–1870)
- Beheim-Schwarzbach, Martin (1900–1985)
- Bellairs, John (1938–1991)
- Belli, Gioconda (* 1948)
- Benson, Edward Frederic (1867–1940)
- Benson, Robert Hugh (1871–1914)
- Benson, Stella (1892–1933)
- Beresford, J. D. (1873–1947)
- Bergengruen, Werner (1892–1964)
- Bergsøe, Vilhelm (1835–1911)
- Bernède, Arthur (1871–1937)
- Bertin, Eddy C. (1944–2018)
- Bierce, Ambrose (1842–1914)
- Bioy Casares, Adolfo (1914–1999)
- Birkin, Charles (1907–1986)
- Black, Holly (* 1971)
- Blackwood, Algernon (1869–1951)
- Blatty, William Peter (1928–2017)
- Blixen, Karen (1885–1962)
- Bloch, Robert (1917–1994)
- Block, Francesca Lia (* 1962)
- Bohlmann, Sabine (* 1969)
- Böhm, Nicole (* 1974)
- Bond, Nelson Slade (1908–2006)
- Borchardt, Alice (1939–2007)
- Bordewijk, Ferdinand (1884–1965)
- Borges, Jorge Luis (1899–1986)
- Borlik, Michael (* 1975)
- Bourne, J. L.
- Bowen, Elizabeth (1899–1973)
- Bowes, Richard (1944–2023)
- Bradbury, Ray (1920–2012)
- Braddon, Mary Elizabeth (1837–1915)
- Brand, Christianna (1907–1988)
- Brandis, Katja (* 1970)
- Brandner, Gary (1933–2013)
- Brandorff, Walter (1943–1996)
- Bremer, Uwe (* 1940)
- Brennan, Joseph Payne (1918–1990)
- Brezina, Thomas (* 1963)
- Briggs, Patricia (* 1965)
- Brion, Marcel (1895–1984)
- Brite, Poppy Z. (* 1967)
- Brjussow, Waleri Jakowlewitsch (1873–1924)
- Brooks, Max (* 1972)
- Brown, George Mackay (1921–1996)
- Buckingham, Royce (* 1966)
- Bürger, Gottfried August (1747–1794)
- Bulgakow, Michail Afanassjewitsch (1891–1940)
- Bull, Emma (* 1954)
- Bulthuis, Rico (1911–2009)
- Bulwer-Lytton, Edward (1803–1873)
- Burke, Thomas (1886–1945)
- Burks, Arthur J. (1898–1974)
- Busson, Paul (1873–1924)
- Butcher, Jim (* 1971)
- Buzzati, Dino (1906–1972)
- Byatt, A. S. (1936–2023)
- Byng, Georgia (* 1965)

## C
- Cabell, James Branch (1879–1958)
- Cady, Jack (1932–2004)
- Caine, Rachel (1962–2020)
- Calvino, Italo (1923–1985)
- Campbell, John Ramsey (* 1946)
- Carpentier, Alejo (1904–1980)
- Carroll, Jonathan (* 1949)
- Carter, Angela (1940–1992)
- Cast, Kristin (* 1986)
- Cast, P. C. (* 1960)
- Castelli, Ignaz Franz (1781–1862)
- Cazotte, Jacques (1719–1792)
- Chambers, Robert W. (1865–1933)
- Chamisso, Adelbert von (1781–1838)
- Chance, Karen
- Châteaureynaud, Georges-Olivier (* 1947)
- Chetwynd-Hayes, Ronald (1919–2001)
- Christie, Agatha (1890–1976)
- Clare, Cassandra (* 1973)
- Clark, Simon (* 1958)
- Claus, Hugo (1929–2008)
- Cole, Kresley
- Colin, Vladimir (1921–1991)
- Collins, Nancy A. (* 1959)
- Connolly, John (* 1968)
- Conrad, Julia (* 1950)
- Conscience, Hendrik (1812–1883)
- Cook, Benjamin (* 1969)
- Cooper, Susan (* 1935)
- Coppard, A. E. (1878–1957)
- Copper, Basil (1924–2013)
- Cortázar, Julio (1914–1984)
- Couperus, Louis (1863–1923)
- Craw, Bernard (* 1972)
- Crawford, Francis Marion (1854–1909)
- Cronin, Justin (* 1962)

## D
- Dahl, Roald (1916–1990)
- Dahle, Stefanie (* 1981)
- Danielewski, Mark Z. (* 1966)
- Däubler, Theodor (1876–1934)
- Dark, Jason (* 1945)
- Davidson, MaryJanice (* 1969)
- De Felitta, Frank (1921–2016)
- de Ghelderode, Michel (1898–1962)
- de la Mare, Walter (1873–1956)
- Defoe, Daniel (1660–1731)
- Delany, Matthew B. J.
- Derleth, August (1909–1971)
- Devaulx, Noël (1905–1995)
- Dickens, Charles (1812–1870)
- Disch, Thomas M. (1940–2008)
- Donovan, Dick (Künstlername von James Preston Muddock; 1843–1934)
- Dubina, Peter (1940–1990)
- Dumas, Alexandre (1802–1870)

## E
- Eckermann, Patricia (* 1969)
- Edwards, Amelia (1831–1892)
- Eichendorff, Joseph von (1788–1857)
- El-Bahay, Akram (* 1976)
- Eliade, Mircea (1907–1986)
- Elrod, P. N. (* 1954)
- Ende, Michael (1929–1995)
- Erckmann-Chatrian (Künstlername von Emile Erckmann, 1822–1899 und Alexandre Chatrian, 1826–1890)
- Erlebach, Jörg (* 1965)
- Estep, Jennifer
- Dennis Etchison (1943–2019)
- Ewers, Hanns Heinz (1871–1943)

## F
- Falkner, J. Meade (1858–1932)
- Farmer, Penelope (* 1939)
- Farris, John (* 1936)
- Feehan, Christine
- Féval, Paul (1816–1887)
- Fischer-Hunold, Alexandra (* 1966)
- Fouqué, Friedrich de la Motte (1777–1843)
- Fowler, Christopher (1953–2023)
- Francis, H. G. (1936–2011)
- Frey, Alexander Moritz (1881–1957)
- Frost, Jeaniene (* 1974)

## G
- Gabelentz, Georg von der (1868–1940)
- Gaiman, Neil (* 1960)
- Gaskell, Elizabeth (1810–1865)
- Gaudy, Franz von (1800–1840)
- Gautier, Théophile (1811–1872)
- Gavin, Richard
- Gembri, Kira (* 1990)
- Gemmel, Stefan (* 1970)
- George, Nina (* 1973)
- Gerstäcker, Friedrich (1816–1872)
- Gier, Kerstin (* 1966)
- Giesa, Werner K. (1954–2008)
- Gifune, Greg F. (* 1963)
- Gilbert, Stephen (1912–2010)
- Gilman, Laura Anne (* 1967)
- Gleich, Josef Alois (1772–1841)
- Glonn, A. P. (* 1974)
- Gluchowski, Dmitri Alexejewitsch (* 1979)
- Glut, Donald F. (* 1944)
- Goethe, Johann Wolfgang von (1749–1832)
- Gogol, Nikolai Wassiljewitsch (1809–1852)
- Golden, Christie (* 1963)
- Gore, Marc (* 1974)
- Grabiński, Stefan (1887–1936)
- Grahame-Smith, Seth (* 1976)
- Grant, Charles L. (1942–2006)
- Grant, Michael (1954–2004)
- Grashoff, David (* 1973)
- Green, Simon R. (* 1955)
- Greene, Graham (1904–1991)
- Gregory, Stephen (* 1952)
- Grimminger, Bernhard (1942–vor 2015)
- Grin, Alexander (1880–1932)
- Gruber, Andreas (* 1968)
- Guthrie, Thomas Anstey (1856–1934)

## H
- Hahn, Ronald M. (* 1948)
- Hambly, Barbara (* 1951)
- Hamilton, Laurell K. (* 1963)
- Hamsun, Knut (1859–1952)
- Handeland, Lori (* 1961)
- Hardebusch, Christoph (* 1974)
- Hardy, Thomas (1840–1928)
- Harkness, Deborah (* 1965)
- Harris, Charlaine (* 1951)
- Harrison, Kim (* 1966)
- Harrison, Michelle (* 1979)
- Hartmann, Lukas (* 1944)
- Harvey, William Fryer (1885–1937)
- Hary, Wilfried A. (* 1947)
- Hathaway, Andrew (1947–2009)
- Haubold, Frank W. (* 1955)
- Hauff, Wilhelm (1802–1827)
- Haushofer, Marlen (1920–1970)
- Hawthorne, Nathaniel (1804–1864)
- Hearne, Kevin (* 1970)
- Hebbel, Friedrich (1813–1863)
- Hebel, Johann Peter (1760–1826)
- Heese, Diethard van (* 1943)
- Heine, Heinrich (1797–1856)
- Heitz, Markus (* 1971)
- Hellens, Franz (1881–1972)
- Henke, Sandra (* 1973)
- Henn, Carsten (* 1973)
- Hennen, Bernhard (* 1966)
- Henry, O. (1862–1910)
- Herbert, James (1943–2013)
- Herbst, Alban Nikolai (* 1955)
- Herzmanovsky-Orlando, Fritz von (1877–1954)
- Hess, Dirk (* 1945)
- Hill, Joe (* 1972)
- Hill, Susan (* 1942)
- Hines, Jim C. (* 1974)
- Hodge, Brian (* 1960)
- Hodgson, William Hope (1877–1918)
- Hoffman, Alice (* 1952)
- Hoffmann, E. T. A. (1776–1822)
- Hohlbein, Wolfgang (* 1953)
- Hohler, Franz (* 1943)
- Holland, Tom (* 1968)
- Honisch, Ju (* 1956)
- Hottinger, Mary (1893–1978)
- Human, Charlie
- Humberg, Christian (* 1976)

## I
- Ilisch, Maja (* 1975)
- Innreiter, Rainer (* 1972)
- Ippensen, Antje (* 1965)
- Irving, Washington (1783–1859)
- Isau, Ralf (* 1956)

## J
- Jacka, Benedict (* 1980)
- Jackson, Shirley (1916–1965)
- Jacobi, Carl (1908–1997)
- Jacobs, William Wymark (1863–1943)
- Jahnke, Alex (* 1969)
- James, Henry (1843–1916)
- James, M. R. (1862–1936)
- Jenks, Tudor (1857–1922)

## K
- Kadrey, Richard (* 1957)
- Kafka, Franz (1883–1924)
- Kahn, James (* 1947)
- Kaiblinger, Sonja (* 1985)
- Kasack, Hermann (1896–1966)
- Kaschnitz, Marie Luise (1901–1974)
- Kastenholz, Markus (* 1966)
- Kate, Lauren (* 1981)
- Keene, Brian (* 1967)
- Keller, David H. (1880–1966)
- Keller, Gottfried (1819–1890)
- Kerr, P. B. (1956–2018)
- Kiernan, Caitlín R. (* 1964)
- Kikuchi, Hideyuki (* 1949)
- Kilpatrick, Nancy (1946–2025)
- Kilworth, Garry (* 1941)
- King, Owen (* 1977)
- King, Stephen (* 1947)
- Kipling, Rudyard (1865–1936)
- Kirk, Russell (1918–1994)
- Klein, T. E. D. (* 1947)
- Kleist, Heinrich von (1777–1811)
- Kleudgen, Jörg (* 1968)
- Kneidl, Laura (* 1990)
- Knoke, Michael (1968–2010)
- Koch, Boris (* 1973)
- Koja, Kathe (* 1960)
- Koontz, Dean (* 1945)
- Korff, Friedrich Wilhelm (* 1939)
- Kostova, Elizabeth (* 1964)
- Krichbaum, Jörg (1945–2002)
- Krock, Jeanine
- Krúdy, Gyula (1878–1933)
- Krüss, James (1926–1997)
- Kubin, Alfred (1877–1959)
- Kusenberg, Kurt (1904–1983)
- Kuttner, Henry (1915–1958)
- Kyber, Manfred (1880–1933)

## L
- Lafferty, Mur (* 1973)
- Lagerlöf, Selma (1858–1940)
- Lampo, Hubert (1920–2006)
- Landolfi, Tommaso (1908–1979)
- Landy, Derek (* 1974)
- Lang, Andrew (1844–1912)
- Langan, John (* 1969)
- Langelaan, George (1908–1972)
- Lansdale, Joe R. (* 1951)
- Larrabeiti, Michael de (1934–2008)
- Larsson, Åsa (* 1966)
- Laßwitz, Kurd (1848–1910)
- Laymon, Richard (1947–2001)
- Le Fanu, Joseph Sheridan (1814–1873)
- Lee, Edward (* 1957)
- Lee, Severn A. (* 1988)
- Lee, Vernon (1856–1935)
- Leiber, Fritz (1910–1992)
- Lernet-Holenia, Alexander (1897–1976)
- Leroux, Gaston (1868–1927)
- Leskow, Nikolai Semjonowitsch (1831–1895)
- Lettau, Reinhard (1929–1996)
- Levin, Ira (1929–2007)
- Lie, Jonas (1833–1908)
- Ligotti, Thomas (* 1953)
- Lindqvist, John Ajvide (* 1968)
- Lindsay, Joan (1896–1984)
- Linklater, Eric (1899–1974)
- Lint, Charles de (* 1951)
- Little, Bentley (* 1960)
- Long, Frank Belknap (1901–1994)
- Lossau, Jens (* 1974)
- Lovecraft, H. P. (1890–1937)
- Lugones, Leopoldo (1874–1938)
- Luif, Kurt (1942–2012)
- Lukianenko, Sergej (* 1968)
- Lumley, Brian (1937–2024)
- Luserke, Martin (1880–1968)

## M
- MacAlister, Katie (* 1969)
- Macardle, Dorothy (1889–1958)
- McCammon, Robert R. (* 1952)
- Malden, Richard (1879–1951)
- Marginter, Peter (1934–2008)
- Marr, Melissa (* 1972)
- Marrak, Michael (* 1965)
- Marryat, Frederick (1792–1848)
- Marsh, Richard (1857–1915)
- Masterton, Graham (* 1946)
- Matheson, Richard (1926–2013)
- Maturin, Charles Robert (1780–1824)
- Maupassant, Guy de (1850–1893)
- Maurier, Daphne du (1907–1989)
- Maurois, André (1885–1967)
- McCloud, Russell (* 1965)
- Meister, Marion (* 1974)
- Melcher, Lea (* 1994)
- Melneczuk, Stefan (* 1970)
- Melzer, Brigitte (* 1971)
- Menschig, Diana (* 1973)
- Mérimée, Prosper (1803–1870)
- Merritt, Abraham (1884–1943)
- Meyer, Kai (* 1969)
- Meyer, Stephenie (* 1973)
- Meyrink, Gustav (1868–1932)
- Michaelis, Antonia (* 1979)
- Michal, Karel (1932–1984)
- Middleton, Richard Barham (1882–1911)
- Millhauser, Steven (* 1943)
- Minninger, André (* 1965)
- Mitchell, David (* 1969)
- Molesworth, Mary Louisa (1839–1921)
- Moore, Brian (1921–1999)
- Moreno-Garcia, Silvia (* 1981)
- Morlan, A. R. (1958–2016)
- Morland, A. F. (1939–2022)
- Morweiser, Fanny (1940–2014)
- Munn, H. Warner (1903–1981)
- Murakami, Haruki (* 1949)

## N
- Nagula, Michael (* 1959)
- Nassise, Joseph (* 1968)
- Neill, Chloe (* 1975)
- Nesbit, Edith (1858–1924)
- Newman, Kim (* 1959)
- Nicholson, Scott (* 1962)
- Niebelschütz, Wolf von (1913–1960)
- Nodier, Charles (1780–1844)
- Noël, Alyson (* 1967)
- Norton, Mary (1903–1992)
- Nossack, Hans Erich (1901–1977)
- Nöstlinger, Christine (1936–2018)

## O
- Oates, Joyce Carol (* 1938)
- Obrecht, Bettina (* 1964)
- O’Brien, David Wright (1918–1944)
- O’Brien, Fitz-James (1828–1862)
- Ocampo, Silvina (1903–1993)
- Ohlsson, Kristina (* 1979)
- Oliphant, Margaret (1828–1897)
- Onions, Oliver (1873–1961)
- Orths, Markus (* 1969)
- Otis, Laini (* 1978)
- Owen, Thomas (1910–2002)

## P
- Pain, Barry (1864–1928)
- Papini, Giovanni (1881–1956)
- Paver, Michelle (* 1960)
- Pax, Rebekka (* 1978)
- Pearce, Philippa (1920–2006)
- Peeler, Nicole D. (* 1978)
- Peinkofer, Michael (* 1969)
- Perucho, Joan (1920–2003)
- Perutz, Leo (1882–1957)
- Petaja, Emil (1915–2000)
- Pflieger, Kerstin (* 1980)
- Plahn, Hermann (1865–1906)
- Plischke, Thomas (* 1975)
- Poe, Edgar Allan (1809–1849)
- Polidori, John (1795–1821)
- Pollock, Francis (Pseudonym: Frank Lillie Pollock; 1876–1957)
- Powys, John Cowper (1872–1963)
- Powys, Theodore Francis (1875–1953)
- Prescher, Sören (* 1978)
- Preußler, Otfried (1923–2013)
- Prévot, Gérard (1921–1975)
- Price, E. Hoffmann (1898–1988)
- Priestley, Chris (* 1958)
- Pu Songling (1640–1715)
- Puschkin, Alexander Sergejewitsch (1799–1837)

## Q
- Queiroz, José Maria Eça de (1845–1900)
- Quiller-Couch, Arthur (1863–1944)
- Quinn, Henry (1956–2004)
- Quinn, Seabury (1889–1969)

## R
- Raben, Hans-Jürgen (1943–2023)
- Rabou, Charles (1803–1871)
- Rardin, Jennifer (1965–2010)
- Rauschnick, Gottfried Peter (1778–1835)
- Raven, Lynn (* 1971)
- Ray, Jean (1887–1964)
- Recht, Zachary Allan (1983–2009)
- Reifenberg, Frank M. (* 1962)
- Remisow, Alexei Michailowitsch (1877–1957)
- Rensmann, Nicole (* 1970)
- Rice, Anne (1941–2021)
- Richardson, Kat (* 1964)
- Richaud, André de (1907–1968)
- Richter, Anne (1939–2019)
- Riddell, Charlotte (1832–1906)
- Robbins, Tod (Clarence Aaron Robbins; 1888–1949)
- Romes, Claudia (* 1984)
- Rosa, João Guimarães (1908–1967)
- Rose, Barbara (* 1965)
- Rosendorfer, Herbert (1934–2012)
- Rosny aîné, J.-H. (1856–1940)
- Ross, Adrian (1859–1933)
- Rossell, Judith (* 1953)
- Roussel, Raymond (1877–1933)
- Rubião, Murilo (1916–1991)
- Ruhe, Anna (* 1977)
- Ruiz Zafón, Carlos (1964–2020)
- Rulfo, Juan (1917–1986)
- Russell, Karen (* 1981)
- Rylance, Ulrike (* 1968)
- Rymer, James Malcolm (1814–1884)

## S
- Sabato, Ernesto (1911–2011)
- Saberhagen, Fred (1930–2007)
- Sá-Carneiro, Mário de (1890–1916)
- Saki (1870–1916)
- Sandén, Mårten (* 1962)
- Sandoz, Maurice (1892–1958)
- Sands, Lynsay
- Sansom, William (1912–1976)
- Sapkowski, Andrzej (* 1948)
- Saul, John (* 1942)
- Savinio, Alberto (1891–1952)
- Schaeffer, Albrecht (1885–1950)
- Scheerbart, Paul (1863–1915)
- Schendel, Arthur van (1874–1946)
- Schmidt, Inka-Gabriela (* 1959)
- Schmidt, Philipp (* 1982)
- Scholz, Wilhelm von (1874–1969)
- Schröder, Patricia (* 1960)
- Schuhmacher, Nicole (* 1987)
- Schulz, Bruno (1892–1942)
- Schumacher, Jens (* 1974)
- Schwartz, Gesa (* 1980)
- Schweikert, Ulrike (* 1966)
- Scott, C. R. (* 1984)
- Scott, Walter (1771–1832)
- Seidel, Willy (1887–1934)
- Seignolle, Claude (1917–2018)
- Sembten, Malte S. (1965–2016)
- Shan, Darren (* 1972)
- Sheckley, Robert (1928–2005)
- Sherman, Josepha (1946–2012)
- Shiel, M. P. (1865–1947)
- Shinn, Sharon (* 1957)
- Shirley, John (* 1953)
- Shocker, Dan (1940–2007)
- Showalter, Gena (* 1975)
- Siefener, Michael (* 1961)
- Simmons, Dan (* 1948)
- Simon, Lars (* 1968)
- Sinclair, May (1863–1946)
- Singh, Nalini (* 1977)
- Sinjawski, Andrei Donatowitsch (1925–1997)
- Skupin, Tina (* 1977)
- Slauerhoff, Jan Jacob (1898–1936)
- Smith, Clark Ashton (1893–1961)
- Smith, Eleanor (1902–1945)
- Smith, Lisa Jane (1965–2025)
- Smith, Thorne (1892–1934)
- Soldati, Mario (1906–1999)
- Sommer-Bodenburg, Angela (* 1948)
- Somtow, S. P. (* 1952)
- Spunda, Franz (1890–1963)
- Steakley, John (1951–2010)
- Stein, Jeanne C.
- Steinhöfel, Andreas (* 1962)
- Stevenson, Robert Louis (1850–1894)
- Stine, R. L. (* 1943)
- Stoker, Bram (1847–1912)
- Stolle, Ferdinand (1806–1872)
- Storm, Theodor (1817–1888)
- Strandberg, Mats (* 1976)
- Sträter, Torsten (* 1966)
- Straub, Peter (1943–2022)
- Strieber, Whitley (* 1945)
- Strindberg, August (1849–1912)
- Strobl, Karl Hans (1877–1946)
- Stroud, Jonathan (* 1970)
- Strugazki, Arkadi und Boris (1925–1991 und 1931–2012)
- Suzuki, Kōji (* 1957)
- Swain, E. G. (1861–1938)
- Szepes, Mária (1908–2007)

## T
- Tack, Stella (* 1995)
- Taube, Otto von (1879–1973)
- Thomas, Jeffrey (* 1957)
- Timmermans, Felix (1886–1947)
- Timperley, Rosemary (1920–1988)
- Tolstoi, Alexei Konstantinowitsch (1817–1875)
- Toman, Claudia (* 1978)
- Travers, P. L. (1899–1996)
- Tripp, Ben (* 1966)
- Tryon, Tom (1926–1991)
- Tschechow, Anton Pawlowitsch (1860–1904)
- Tügel, Ludwig (1889–1972)
- Turgenew, Iwan Sergejewitsch (1818–1883)
- Turner, James (1909–1975)
- Tuttle, Lisa (* 1952)

## U
- Uslar Pietri, Arturo (1906–2001)

## V
- Valentin, Mira (* 1977)
- Vaughn, Carrie (* 1973)
- Verne, Jules (1828–1905)
- Vestdijk, Simon (1898–1971)
- Vian, Boris (1920–1959)
- Villiers de L’Isle-Adam, Auguste de (1838–1889)
- Voehl, Uwe (* 1959)
- Voss, Vincent (* 1972)

## W
- Wakefield, Herbert Russell (1888–1964)
- Walker, Hugh (* 1941)
- Wallon, Alfred (* 1957)
- Walpole, Hugh (1884–1941)
- Walton, Evangeline (1907–1996)
- Wandrei, Donald (1908–1987)
- Ward, J. R. (* 1969)
- Warner, Sylvia Townsend (1893–1978)
- Waugh, Sylvia (* 1935)
- Webb, Catherine (* 1986)
- Weigand, Karla (* 1944)
- Weinland, Manfred (* 1960)
- Weis, Christian (1966–2017)
- Weise, Kathleen (* 1978)
- Weißenborn, Theodor (1933–2021)
- Wellington, David (* 1971)
- Wellman, Manly Wade (1903–1986)
- Wells, H. G. (1866–1946)
- Welsh, Renate (* 1937)
- Wharton, Edith (1862–1937)
- Wheatley, Dennis (1897–1977)
- White, Wrath James (* 1970)
- Whitehead, Henry S. (1882–1932)
- Wiemer, Susanne U. (1945–1991)
- Wiesler, André (1974–2017)
- Wildberg, Bodo (1862–1942)
- Wilde, Oscar (1854–1900)
- Wilkins, Kim (* 1970)
- Wilkins Freeman, Mary Eleanor (1852–1930)
- Williams, Tad (* 1957)
- Williamson, Jack (1908–2006)
- Wilson, Francis Paul (* 1946)
- Wolff, Christina (* 1977)
- Wolfkind, Peter Daniel (1937–2013)
- Wood, Jenny (* 1985)
- Wooley, John (* 1949)
- Woolf, Marah (* 1971)
- Woolrich, Cornell (1903–1968)
- Wylie, Elinor (1885–1928)

## Y
- Yancey, Rick (* 1962)
- Yarbro, Chelsea Quinn (* 1942)
- Young, Francis (1884–1954)

## Z
- Zahn, Hermann Wolfgang (1879–1965)
- Zschokke, Heinrich (1771–1848)